# Apache HTTP Server
Der Apache HTTP Server [əˈpætʃi] ist ein quelloffenes und freies Produkt der Apache Software Foundation und einer der meistbenutzten Webserver im Internet. Neben Faktoren wie Leistungsfähigkeit, Erweiterbarkeit, Sicherheit, Lizenzkosten-Freiheit und dem Support durch eine sehr große Community ist seine langjährige Verfügbarkeit für unterschiedlichste Betriebssysteme einer der Gründe für seine hohe Verbreitung, am häufigsten wird er als LAMP-System eingesetzt.

## Geschichte
Eine Gruppe von acht Entwicklern begann 1994 den Webserver NCSA HTTPd zu erweitern. Dies waren im Einzelnen: Brian Behlendorf, Roy T. Fielding, Rob Hartill, David Robinson, Cliff Skolnick, Randy Terbush, Robert S. Thau und Andrew Wilson mit Unterstützung von Eric Hagberg, Frank Peters und Nicolas Pioch.
Sie gaben dem Ergebnis ihrer Arbeit den Namen Apache HTTP Server und veröffentlichten diesen im April 1995. Er war das Gründungsprojekt der Apache Software Foundation.

## Namensherkunft
Der Name wurde aus Respekt vor dem nordamerikanischen Indianerstamm der Apachen gewählt. Nicht korrekt ist, dass der Name ein Homophon von „a patchy server“ sei, was so viel wie „ein zusammengeflickter Server“ bedeuten würde. Diese Deutung entstand durch den Umstand, dass der Apache HTTP Server ursprünglich eine gepatchte Erweiterung des alten NCSA HTTP Servers war.
Im Januar 2023 beschuldigte die US-amerikanische Non-Profit-Organisation Natives in Tech die Apache Software Foundation der kulturellen Aneignung und bittet um Änderung des Namens der Stiftung und damit auch der Namen der von ihr betreuten Softwareprojekte.

## Eigenschaften und Funktionen
Neben Unix und Linux unterstützt Apache Win32, NetWare sowie eine Vielzahl weiterer Betriebssysteme. In Apache 2.4 wurde der Support für ältere, lange schon nicht mehr weiter entwickelte Betriebssysteme wie BeOS, TPF und A/UX beendet. In Version 2.0 wurde die Stabilität und Geschwindigkeit des Servers – vor allem auf Nicht-Unix-Systemen – erheblich verbessert: Die Bibliothek Apache Portable Runtime (APR) stellt eine Verallgemeinerung wichtiger Systemaufrufe zur Verfügung, sodass die individuellen Stärken des jeweiligen Betriebssystems ausgenutzt werden können. Hinzu kommen verschiedene Multiprocessing-Module (MPM), die je nach Plattform unterschiedliche Lösungen für die gleichzeitige Bedienung mehrerer Client-Anfragen anbieten: Beispielsweise setzt das MPM prefork für klassische Unix-Systeme auf Forking von Prozessen, während mpm_winnt für die unter Windows empfehlenswerteren Threads optimiert ist.
Der Apache-Webserver ist modular aufgebaut: Durch entsprechende Module kann er beispielsweise die Kommunikation zwischen Browser und Webserver verschlüsseln (mod_ssl), als Proxyserver eingesetzt werden (mod_proxy) oder komplexe Manipulationen von HTTP-Kopfdaten (mod headers) und URLs (mod rewrite) durchführen.
Der Apache bietet die Möglichkeit, mittels serverseitiger Skriptsprachen Webseiten dynamisch zu erstellen. Häufig verwendete Skriptsprachen sind PHP, Perl oder Ruby. Weitere Sprachen sind Python, JavaScript (z. B. V8CGI), Lua, Tcl und .NET (mit ASP.NET oder Mono). Diese sind kein Bestandteil des Webservers, sondern müssen ebenfalls entweder als Module eingebunden werden oder über das CGI angesprochen werden, da Apache im Gegensatz zu beispielsweise nginx modulbasiert ist. Die Module können jederzeit aktiviert oder deaktiviert werden. Über das bei der Apache-Installation enthaltene mod_include kann Server Side Includes (SSI) ausgeführt werden. Damit ist es möglich, einfache dynamische Webseiten zu erstellen und den Verwaltungsaufwand von statischen Webseiten zu minimieren.
Der Apache HTTP Server ist, wie alle Programme der Apache Software Foundation, eine freie Software. Derzeit wird noch die stabile Version 2.4.x unterstützt und somit beispielsweise mit Sicherheitsupdates versorgt. Die Apache-Entwickler empfehlen die Version 2.4.x für den Produktiveinsatz.

## Dokumentation
Zum Webserver gibt es ein Handbuch. Einige Distributionen (z. B. Ubuntu) liefern es als eigenständiges Programmpaket (zum Package apache2 gibt es ein Package apache2-doc). Das Handbuch wird je nach Sprachkonfiguration des Webbrowsers, die er im Feld Accept-Language des HTTP übermittelt, in der passenden Sprache ausgeliefert sofern diese verfügbar ist.

## Distributionen
Der Apache HTTP Server ist in fast allen Linux-Distributionen und in macOS standardmäßig enthalten. Eine beliebte Entwicklungs-Distribution für Windows, Linux und Mac OS X ist XAMPP.

## Wichtige Versionen
- Apache 1.x: Diese Version wurde erstmals im Jahre 1995 veröffentlicht. Die Weiterentwicklung des letzten Entwicklungszweiges 1.3.x lief im Februar 2010 aus. Seitdem wurde Version 1 nur noch, falls erforderlich, mit Sicherheitsupdates versorgt. Inzwischen ist auch die Versorgung mit Sicherheitsupdates eingestellt.
- Apache 2.x: Diese Version wurde erstmals im März 2000 veröffentlicht. Von dieser Version wird nur noch der Entwicklungszweig 2.4 mit Sicherheitsupdates und Weiterentwicklungen versorgt.

## Versionsübersicht
| Legende: | Ältere Version; nicht mehr unterstützt | Ältere Version; noch unterstützt | Aktuelle Version | Aktuelle Vorabversion | Zukünftige Version |

### Apache 1

#### Apache 1.0
| Version | Veröffentlichung |
| ------- | ---------------- |
| 1.0.0   | April 1996       |

#### Apache 1.3
| Version | Veröffentlichung     |
| ------- | -------------------- |
| 1.3.0   | 6. Juni 1998         |
| 1.3.1   | 22. Juli 1998        |
| 1.3.2   | 23. September 1998   |
| 1.3.3   | 9. Oktober 1998      |
| 1.3.4   | 11. Januar 1999      |
| 1.3.5   | nicht veröffentlicht |
| 1.3.6   | 24. März 1999        |
| 1.3.7   | nicht veröffentlicht |
| 1.3.8   | nicht veröffentlicht |
| 1.3.9   | 19. August 1999      |
| 1.3.10  | nicht veröffentlicht |
| 1.3.11  | 21. Januar 2000      |
| 1.3.12  | 25. Februar 2000     |
| 1.3.13  | nicht veröffentlicht |
| 1.3.14  | 13. Oktober 2000     |
| 1.3.15  | nicht veröffentlicht |
| 1.3.16  | nicht veröffentlicht |
| 1.3.17  | 29. Januar 2001      |
| 1.3.18  | nicht veröffentlicht |
| 1.3.19  | 1. März 2001         |
| 1.3.20  | 1. Mai 2001          |
| 1.3.21  | nicht veröffentlicht |
| 1.3.22  | 12. Oktober 2001     |
| 1.3.23  | 21. Januar 2002      |
| 1.3.24  | 22. März 2002        |
| 1.3.25  | nicht veröffentlicht |
| 1.3.26  | 18. Juni 2002        |
| 1.3.27  | 3. Oktober 2002      |
| 1.3.28  | 16. Juli 2003        |
| 1.3.29  | 29. Oktober 2003     |
| 1.3.30  | nicht veröffentlicht |
| 1.3.31  | 11. Mai 2004         |
| 1.3.32  | nicht veröffentlicht |
| 1.3.33  | 29. Oktober 2004     |
| 1.3.34  | 18. Oktober 2005     |
| 1.3.35  | 1. Mai 2006          |
| 1.3.36  | 17. Mai 2006         |
| 1.3.37  | 28. Juli 2006        |
| 1.3.38  | nicht veröffentlicht |
| 1.3.39  | 7. September 2007    |
| 1.3.40  | nicht veröffentlicht |
| 1.3.41  | 19. Januar 2008      |
| 1.3.42  | 2. Februar 2010      |

### Apache 2

#### Apache 2.0
| Version         | Veröffentlichung     |
| --------------- | -------------------- |
| 2.0.0a1         | 10. März 2000        |
| 2.0.0a2         | 31. März 2000        |
| 2.0.0a3         | 28. April 2000       |
| 2.0.0a4         | 7. Juni 2000         |
| 2.0.0a5         | 4. August 2000       |
| 2.0.0a6         | 18. August 2000      |
| 2.0.0a7         | 8. Oktober 2000      |
| 2.0.0a8         | 20. November 2000    |
| 2.0.0a9         | 12. Dezember 2000    |
| 2.0.14 – 2.0.27 | nicht veröffentlicht |
| 2.0.28          | 13. November 2001    |
| 2.0.29 – 2.0.31 | nicht veröffentlicht |
| 2.0.32          | 16. Februar 2002     |
| 2.0.33 – 2.0.34 | nicht veröffentlicht |
| 2.0.35          | 5. April 2002        |
| 2.0.36          | 6. Mai 2002          |
| 2.0.37 – 2.0.38 | nicht veröffentlicht |
| 2.0.39          | 17. Juni 2002        |
| 2.0.40          | 9. August 2002       |
| 2.0.41          | nicht veröffentlicht |
| 2.0.42          | 24. September 2002   |
| 2.0.43          | 3. Oktober 2002      |
| 2.0.44          | 20. Januar 2003      |
| 2.0.45          | 1. April 2003        |
| 2.0.46          | 28. Mai 2003         |
| 2.0.47          | 9. Juli 2003         |
| 2.0.48          | 29. Oktober 2003     |
| 2.0.49          | 19. März 2004        |
| 2.0.50          | 30. Juni 2004        |
| 2.0.51          | 15. September 2004   |
| 2.0.52          | 28. September 2004   |
| 2.0.53          | 7. Februar 2005      |
| 2.0.54          | 17. April 2005       |
| 2.0.55          | 16. Oktober 2005     |
| 2.0.56 – 2.0.57 | nicht veröffentlicht |
| 2.0.58          | 1. Mai 2006          |
| 2.0.59          | 28. Juli 2006        |
| 2.0.60          | nicht veröffentlicht |
| 2.0.61          | 7. September 2007    |
| 2.0.62          | nicht veröffentlicht |
| 2.0.63          | 19. Januar 2008      |
| 2.0.64          | 19. Oktober 2010     |
| 2.0.65          | 10. Juli 2013        |

#### Apache 2.2
| Version | Veröffentlichung     |
| ------- | -------------------- |
| 2.2.0   | 1. Dezember 2005     |
| 2.2.1   | nicht veröffentlicht |
| 2.2.2   | 1. Mai 2006          |
| 2.2.3   | 28. Juli 2006        |
| 2.2.4   | 9. Januar 2007       |
| 2.2.5   | nicht veröffentlicht |
| 2.2.6   | 7. September 2007    |
| 2.2.7   | nicht veröffentlicht |
| 2.2.8   | 19. Januar 2008      |
| 2.2.9   | 14. Juni 2008        |
| 2.2.10  | 14. Oktober 2008     |
| 2.2.11  | 14. Dezember 2008    |
| 2.2.12  | 28. Juli 2009        |
| 2.2.13  | 8. August 2009       |
| 2.2.14  | 3. Oktober 2009      |
| 2.2.15  | 5. März 2010         |
| 2.2.16  | 25. Juli 2010        |
| 2.2.17  | 18. Oktober 2010     |
| 2.2.18  | 11. Mai 2011         |
| 2.2.19  | 21. Mai 2011         |
| 2.2.20  | 20. August 2011      |
| 2.2.21  | 13. September 2011   |
| 2.2.22  | 31. Januar 2012      |
| 2.2.23  | 13. September 2012   |
| 2.2.24  | 26. Februar 2013     |
| 2.2.25  | 10. Juli 2013        |
| 2.2.26  | 18. November 2013    |
| 2.2.27  | 26. März 2014        |
| 2.2.29  | 3. September 2014    |
| 2.2.31  | 17. Juli 2015        |
| 2.2.32  | 13. Januar 2017      |
| 2.2.33  | nicht veröffentlicht |
| 2.2.34  | 11. Juli 2017        |

#### Apache 2.3
| Version                   | Veröffentlichung     |
| ------------------------- | -------------------- |
| 2.3.0-alpha – 2.3.3-alpha | nicht veröffentlicht |
| 2.3.4-alpha               | 8. Dezember 2009     |
| 2.3.5-alpha               | 26. Januar 2010      |
| 2.3.6-alpha               | 17. Juni 2010        |
| 2.3.7-alpha               | nicht veröffentlicht |
| 2.3.8-alpha               | 31. August 2010      |
| 2.3.9-alpha               | nicht veröffentlicht |
| 2.3.10-alpha              | 21. Dezember 2010    |
| 2.3.11-beta               | 7. März 2011         |
| 2.3.12-beta               | 23. Mai 2011         |
| 2.3.13-beta               | nicht veröffentlicht |
| 2.3.14-beta               | 9. August 2011       |
| 2.3.15-beta               | 15. November 2011    |
| 2.3.16-beta               | 20. Dezember 2011    |

#### Apache 2.4
| Version | Veröffentlichung                              |
| ------- | --------------------------------------------- |
| 2.4.0   | nicht veröffentlicht                          |
| 2.4.1   | 17. Februar 2012                              |
| 2.4.2   | 17. April 2012 (Linux) 17. Mai 2012 (Windows) |
| 2.4.3   | 21. August 2012                               |
| 2.4.4   | 25. Februar 2013                              |
| 2.4.5   | 11. Juli 2013                                 |
| 2.4.6   | 22. Juli 2013                                 |
| 2.4.7   | 25. November 2013                             |
| 2.4.9   | 17. März 2014                                 |
| 2.4.10  | 21. Juli 2014                                 |
| 2.4.12  | 29. Januar 2015                               |
| 2.4.16  | 15. Juli 2015                                 |
| 2.4.17  | 13. Oktober 2015                              |
| 2.4.18  | 14. Dezember 2015                             |
| 2.4.20  | 11. April 2016                                |
| 2.4.21  | 16. Juni 2016                                 |
| 2.4.22  | 20. Juni 2016                                 |
| 2.4.23  | 5. Juli 2016                                  |
| 2.4.24  | 16. Dezember 2016                             |
| 2.4.25  | 20. Dezember 2016                             |
| 2.4.26  | 19. Juni 2017                                 |
| 2.4.27  | 11. Juli 2017                                 |
| 2.4.28  | 5. Oktober 2017                               |
| 2.4.29  | 23. Oktober 2017                              |
| 2.4.33  | 26. März 2018                                 |
| 2.4.34  | 16. Juli 2018                                 |
| 2.4.35  | 22. September 2018                            |
| 2.4.36  | 10. Oktober 2018                              |
| 2.4.37  | 23. Oktober 2018                              |
| 2.4.38  | 17. Januar 2019                               |
| 2.4.39  | 27. März 2019                                 |
| 2.4.40  | 2. August 2019                                |
| 2.4.41  | 14. August 2019                               |
| 2.4.42  | 19 Mar 2020                                   |
| 2.4.43  | 26. März 2020                                 |
| 2.4.44  | 28. Juli 2020                                 |
| 2.4.45  | 29. Juli 2020                                 |
| 2.4.46  | 7. August 2020                                |
| 2.4.47  | 22. April 2021                                |
| 2.4.48  | 17. Mai 2021                                  |
| 2.4.49  | 15. September 2021                            |
| 2.4.50  | 4. Oktober 2021                               |
| 2.4.51  | 7. Oktober 2021                               |
| 2.4.52  | 20. Dezember 2021                             |
| 2.4.53  | 14. März 2022                                 |
| 2.4.54  | 8. Juni 2022                                  |
| 2.4.55  | 17. Januar 2023                               |
| 2.4.56  | 20. März 2023                                 |
| 2.4.57  | 6. April 2023                                 |
| 2.4.58  | 19. Oktober 2023                              |
| 2.4.59  | 4. April 2024                                 |
| 2.4.60  | 1. Juli 2024                                  |

## Module

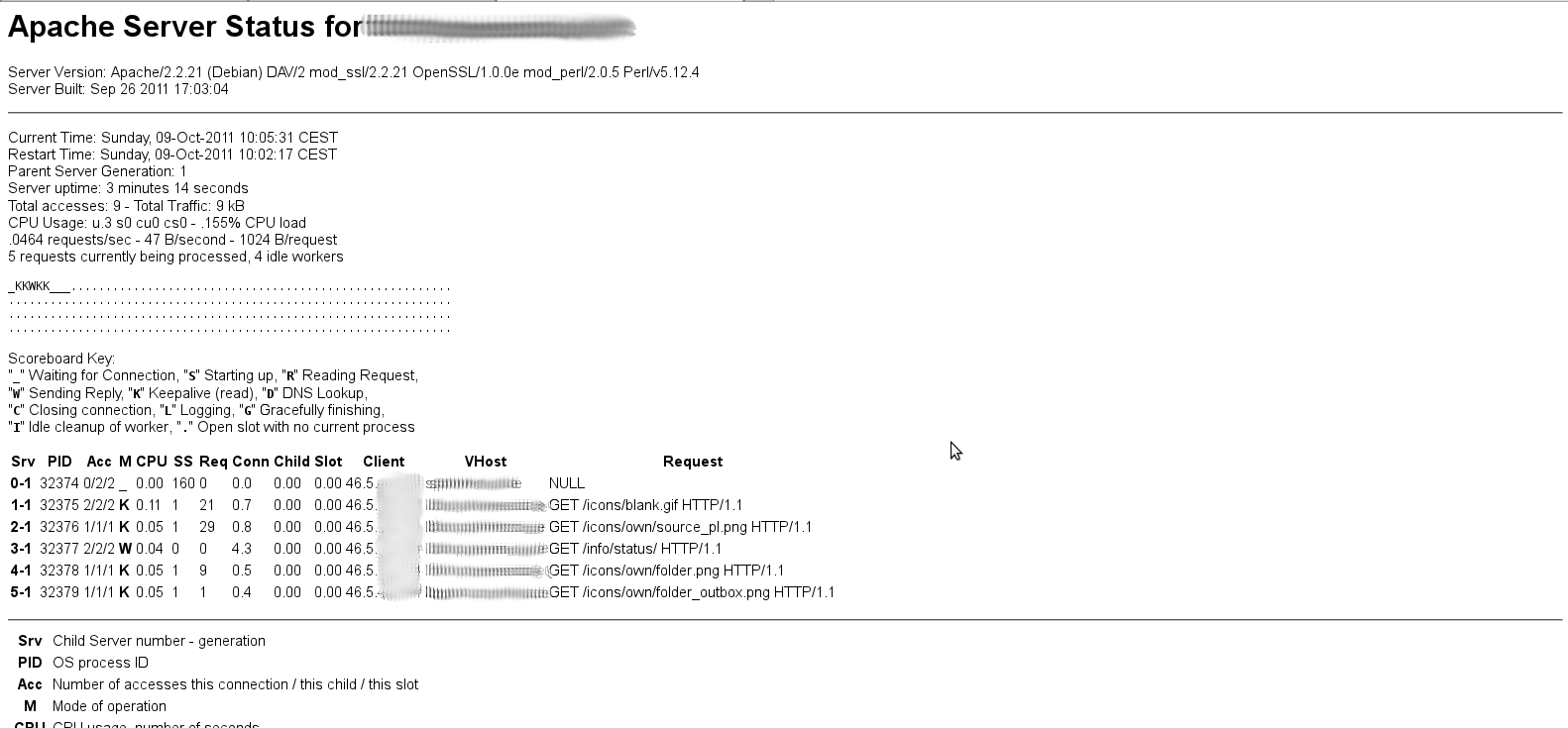
Ausgabe von mod_status

Der Apache-Server kann mit sogenannten Modulen um Zusatzfunktionen erweitert werden. Dazu gehören unter anderem:
- SSL (mod_ssl für OpenSSL, mod_gnutls für GnuTLS)
- Einbindung und Verwendung von dynamischen Skriptsprachen (u. a. mod_php, mod_perl, mod_python)
- Unterstützung von zusätzlichen Protokollen (WebDAV: mod_dav, mod_dav_fs, mod_dav_lock, mod_dav_repos)
- Authentifizierung (mod_auth*)
- Weiterleitung an andere Server (mod_proxy)
- Umschreiben und Weiterleitung von Anfragen (mod_rewrite; letzteres mit Hilfe von mod_proxy)
- Änderungen an Headerzeilen (mod_header)
- Automatische Informationen über Dateitypen (mod_mime, mod_mime_magic)
- Automatische Erzeugung von Statusberichten (mod_status)

| Modul                   | Funktion                                                                                        |
| ----------------------- | ----------------------------------------------------------------------------------------------- |
| mod_access_compat       | Gruppenzugriffsberechtigung basierend auf dem Hostnamen                                         |
| mod_actions             | Führt CGI-Skript abhängig vom MIME-Typ des angefragten Inhalts aus                              |
| mod_alias               | URL-Umleitung                                                                                   |
| mod_allowmethods        | Verbietet einzelne HTTP-Methoden (GET, HEAD, POST, PUT, DELETE, TRACE)                          |
| mod_asis                | Sendet Datei ohne neue HTTP-Header zu setzen                                                    |
| mod_auth_basic          | HTTP-Authentifizierung                                                                          |
| mod_auth_digest         | Authentifizierung mit MD5-Hash                                                                  |
| mod_auth_form           | Formular-Authentifizierung                                                                      |
| mod_authn_anon          | Erlaubt anonymen Zugriff in authentifizierten Bereichen                                         |
| mod_authn_core          | Kernmodul für die Authentifizierung                                                             |
| mod_authn_dbd           | Benutzer-Authentifizierung über eine SQL-Datenbank                                              |
| mod_authn_dbm           | Benutzer-Authentifizierung über eine DBM-Datei                                                  |
| mod_authn_file          | Benutzer-Authentifizierung über Textdateien                                                     |
| mod_authn_socache       | Verwaltet einen Cache aus Zugangsberechtigungen                                                 |
| mod_authnz_fcgi         | Allows a FastCGI authorizer application to handle Apache httpd authentication and authorization |
| mod_authnz_ldap         | Benutzer-Authentifizierung über LDAP                                                            |
| mod_authz_core          | Kernmodul für Authentifizierungsmechanismen                                                     |
| mod_authz_dbd           | Gruppen-Authentifizierung über SQL                                                              |
| mod_authz_dbm           | Gruppen-Authentifizierung über DBM                                                              |
| mod_authz_groupfile     | Gruppen-Authentifizierung über Textdateien                                                      |
| mod_authz_host          | Gruppen-Authentifizierung basierend auf dem Hostnamen                                           |
| mod_authz_owner         | Authentifizierung über Besitzerzugehörigkeit von Dateien                                        |
| mod_authz_user          | Benutzer-Authentifizierung                                                                      |
| mod_autoindex           | Automatische Verzeichnisanzeige                                                                 |
| mod_buffer              | Anfragen-Pufferung                                                                              |
| mod_cache               | HTTP-Caching-Filter nach RFC 2616                                                               |
| mod_cache_disk          | Festplattenspeicherung für HTTP Caching-Filter                                                  |
| mod_cache_socache       | Shared object cache (socache)-basierte Speicherung für den HTTP Caching-Filter                  |
| mod_cern_meta           | CERN Metadaten-Semantik                                                                         |
| mod_cgi                 | Ausführung von CGI-Skripten                                                                     |
| mod_cgid                | Ausführung von CGI-Skripten über externen daemon                                                |
| mod_charset_lite        | Legt andere Zeichenkodierung fest                                                               |
| mod_data                | Data-URL nach RFC 2397                                                                          |
| mod_dav                 | WebDAV                                                                                          |
| mod_dav_fs              | Dateisystem-Modul für WebDAV                                                                    |
| mod_dav_lock            | Locking-Modul für WebDAV                                                                        |
| mod_dbd                 | Verwaltet SQL-Verbindungen                                                                      |
| mod_deflate             | Komprimiert Inhalt vor der Auslieferung mit Deflate                                             |
| mod_dialup              | Dialup                                                                                          |
| mod_dir                 | Ordner-Verzeichnisanzeige                                                                       |
| mod_dumpio              | Dumps all I/O to error log as desired                                                           |
| mod_echo                | Echo-Server für Testzwecke                                                                      |
| mod_env                 | Ändert die Umgebung                                                                             |
| mod_example_hooks       | Beispielmodul                                                                                   |
| mod_expires             | Erzeugt die Expires und Cache-Control HTTP-Header                                               |
| mod_ext_filter          | Gibt die Server-Antwort vor dem Ausliefern an externes Programm weiter                          |
| mod_file_cache          | Puffert Dateien im Arbeitsspeicher                                                              |
| mod_filter              | Kontextsensitive Filter                                                                         |
| mod_headers             | Anpassung der HTTP-Header                                                                       |
| mod_heartbeat           | Sendet Serverstatus an Proxyserver                                                              |
| mod_heartmonitor        | Monitor für mod_heartbeat Server                                                                |
| mod_ident               | RFC 1413 ident lookups                                                                          |
| mod_imagemap            | Imagemaps                                                                                       |
| mod_include             | Serverseitiges Einbinden von HTMl-Dokumenten (Server Side Includes)                             |
| mod_info                | Serverinformationen                                                                             |
| mod_isapi               | ISAPI (Apache for Windows)                                                                      |
| mod_lbmethod_bybusyness | Für mod_proxy_balancer                                                                          |
| mod_lbmethod_byrequests | Für mod_proxy_balancer                                                                          |
| mod_lbmethod_bytraffic  | Für mod_proxy_balancer                                                                          |
| mod_lbmethod_heartbeat  | Für mod_proxy_balancer                                                                          |
| mod_ldap                | LDAP                                                                                            |
| mod_log_config          | Logging der Anfragen                                                                            |
| mod_log_debug           | Debug Log                                                                                       |
| mod_log_forensic        | Forensisches Logging                                                                            |
| mod_logio               | Logging der input/output bytes                                                                  |
| mod_lua                 | Lua-Hooks                                                                                       |
| mod_macro               | Makro-Unterstützung für die Konfigurationsdateien                                               |
| mod_mime                | MIME                                                                                            |
| mod_mime_magic          | Feststellung der MIME per Magic Byte                                                            |
| mod_negotiation         | Content Negotiation                                                                             |
| mod_nw_ssl              | SSL-Verschlüsselung für NetWare                                                                 |
| mod_php                 | Ausführung von PHP-Skripten                                                                     |
| mod_privileges          | Solaris Privileges                                                                              |
| mod_proxy               | Proxy                                                                                           |
| mod_proxy_ajp           | AJP für mod_proxy                                                                               |
| mod_proxy_balancer      | Lastverteilung für mod_proxy                                                                    |
| mod_proxy_connect       | Unterstützung von CONNECT-Anfragen für mod_proxy                                                |
| mod_proxy_express       | Dynamische Reverse-Proxy-Unterstützung für mod_proxy                                            |
| mod_proxy_fcgi          | FastCGI-Unterstützung für mod_proxy                                                             |
| mod_proxy_fdpass        | fdpass-Unterstützung für mod_proxy                                                              |
| mod_proxy_ftp           | FTP-Unterstützung für mod_proxy                                                                 |
| mod_proxy_html          | Rewrite HTML links in to ensure they are addressable from Clients’ networks in a proxy context  |
| mod_proxy_http          | HTTP-Unterstützung für mod_proxy                                                                |
| mod_proxy_scgi          | SCGI-Gateway-Unterstützung für mod_proxy                                                        |
| mod_proxy_wstunnel      | WebSocket-Unterstützung für mod_proxy                                                           |
| mod_ratelimit           | Bandbreitenbegrenzung                                                                           |
| mod_reflector           | Kann einen Ausgabefilter in einen HTTP-Dienst verwandeln                                        |
| mod_remoteip            | Ersetzt die Client-IP mit einer Useragent-IP                                                    |
| mod_reqtimeout          | Legt Timeout fest                                                                               |
| mod_request             | Unterstützung für HTTP-Anfragen (Requests)                                                      |
| mod_rewrite             | Rewrite-Engine                                                                                  |
| mod_security            | Sicherheitsmodul (Web Application Firewall)                                                     |
| mod_sed                 | Filtern mit sed                                                                                 |
| mod_session             | Unterstützung für Sitzungen                                                                     |
| mod_session_cookie      | Sitzungen mit Cookies                                                                           |
| mod_session_crypto      | Sitzungsverschlüsselung                                                                         |
| mod_session_dbd         | DBD/SQL-basierte Sitzungen                                                                      |
| mod_setenvif            | Erlaubt das Setzen von Umgebungsvariablen je nach Anfrage                                       |
| mod_slotmem_plain       | Slot-based shared memory provider                                                               |
| mod_slotmem_shm         | Slot-based shared memory provider                                                               |
| mod_so                  | Unterstützung für das Laden von Programmbibliotheken                                            |
| mod_socache_dbm         | DBM-basierter socache                                                                           |
| mod_socache_dc          | Distcache-basierter socache                                                                     |
| mod_socache_memcache    | Memcache-basierter socache                                                                      |
| mod_socache_shmcb       | shmcb-basierter socache                                                                         |
| mod_speling             | Modul zum Korrigieren von Rechtschreibfehlern bei der Eingabe                                   |
| mod_ssl                 | Kryptographie mittels SSL bzw. TLS                                                              |
| mod_status              | Informationen über Serveraktivität und -leistung                                                |
| mod_substitute          | Ermöglicht Suchen & Ersetzen in der Serverantwort                                               |
| mod_suexec              | CGI-Skripte als anderer Benutzer ausführen (suEXEC)                                             |
| mod_unique_id           | Provides an environment variable with a unique identifier for each request                      |
| mod_unixd               | Basic (required) security for Unix-family platforms.                                            |
| mod_userdir             | Benutzer-spezifische Verzeichnisse                                                              |
| mod_usertrack           | Clickstream-Logging                                                                             |
| mod_version             | Versionsabhängie Konfiguration                                                                  |
| mod_vhost_alias         | Dynamische Konfiguration für Virtual Hosting                                                    |
| mod_watchdog            | Periodisches Ausführen von Aufgaben                                                             |
| mod_xml2enc             | Fremde Zeichensätze für libxml2-Filtermodule                                                    |